# سباق طواف فرنسا 1959
سباق طواف فرنسا 1959 من سلسلة سباقات سباق طواف فرنسا. أقيم هذا السباق في تاريخ 25 يونيو - 18 يوليو 1959 على 22 مراحل. بعد مرور 123 ساعة و46 دقيقة و45 ثانية وبعد طي 4391 كم بمتوسط 35.474 كم في الساعة فاز بالميدالية الذهبية فدريكو باهامونتيس من إسبانيا، فيما حصد هنري أنغلاد من فرنسا الميدالية الفضية، وكانت الميدالية البرونزية من نصيب جاك أنكويتيل من فرنسا.

## الميداليات
| ذهب                         | فضة                 | برونز                |
| فدريكو باهامونتيس - إسبانيا | هنري أنغلاد - فرنسا | جاك أنكويتيل - فرنسا |